# Baltimore Colts 1967
La stagione 1967 dei Baltimore Colts è stata la 15ª della franchigia nella National Football League. L'annata si chiuse con un record di 11 vittorie, una sconfitta e un pareggio al secondo posto della Western Conference. La percentuale di vittorie di 91,7 (non contando i pareggi) è la più alta della storia della storia degli sport professionistici nordamericani per una squadra non qualificata per i playoff.

## Roster
| Roster dei Baltimore Colts nel 1967 |
| --- |
| Quarterback - 19 Johnny Unitas - 16 Jim Ward Running Back - 33 Tony Lorick FB - 45 Jerry Hill - 41 Tom Matte - 26 Preston Pearson Wide Receiver - 82 Raymond Berry - 25 Alex Hawkins - 28 Jimmy Orr - 29 Don Alley - 27 Ray Perkins - 87 Willie Richardson Tight End - 88 John Mackey - 84 Tom Mitchell - 86 Butch Wilson Offensive Linemen - 67 Dale Memmelaar G/T - 73 Sam Ball T - 77 Jim Parker G/T - 50 Bill Curry C - 71 Dan Sullivan G - 52 Dick Szymanski C - 72 Bob Vogel T - 62 Glenn Ressler G - 63 Norman Davis G Defensive Linemen - 81 Ordell Braase DE - 85 Roy Hilton DE - 76 Fred Miller DT - 74 Billy Ray Smith Sr. DT - 78 Bubba Smith DE - 83 Andy Stynchula DE Linebacker - 32 Mike Curtis - 53 Dennis Gaubatz - 55 Ron Porter - 36 Barry Brown - 66 Don Shinnick Defensive Back - 30 Alvin Haymond KR - 40 Bobby Boyd CB - 20 Jerry Logan S - 42 George Harold DB - 43 Lenny Lyles CB - 47 Charlie Stukes CB - 21 Rick Volk S Special Team - 49 David Lee P - 79 Lou Michaels K |
| Legenda - I rookie sono in corsivo. - Il primo ruolo è il principale mentre gli eventuali successivi indicano i ruoli secondari. - (IR) sta per Injured Reserve ed indica la lista ristretta per un solo giocatore infortunato che può tornare ad allenarsi dopo la settimana 6 e a rientrare in prima squadra dopo che questa ha giocato 8 partite. - (NF-Inj.) / (NF-Ill.) stanno rispettivamente per Non-Football Injured e Non-Football Illness ed indicano le liste dove viene inserito un giocatore che ha un infortunio o una malattia non dipendente dal football americano. - (PUP) sta per Physically Unable to Perform ed indica la lista dove viene inserito un giocatore mentre è in attesa di recuperare la condizione fisica. Nella stagione regolare dopo la sesta partita giocata dalla propria squadra, il giocatore ha tempo tre settimane per riprendere ad allenarsi, più tre settimane aggiuntive dal suo rientro agli allenamenti per rientrare in prima squadra.              |

## Calendario
| Stagione regolare |              |                        |           |        |                               |          |
| Turno             | Data         | Avversario             | Risultato | Record | Stadio                        | Pubblico |
| 1                 | 17 settembre | Atlanta Falcons        | V 38–31   | 1–0    | Memorial Stadium              | 56,715   |
| 2                 | 24 settembre | at Philadelphia Eagles | V 38–6    | 2–0    | Franklin Field                | 60,755   |
| 3                 | 1º ottobre   | San Francisco 49ers    | V 41–7    | 3–0    | Memorial Stadium              | 60,238   |
| 4                 | 8 ottobre    | at Chicago Bears       | V 24–3    | 4–0    | Wrigley Field                 | 47,190   |
| 5                 | 15 ottobre   | Los Angeles Rams       | P 24–24   | 4–0–1  | Memorial Stadium              | 60,238   |
| 6                 | 22 ottobre   | at Minnesota Vikings   | P 20–20   | 4–0–2  | Metropolitan Stadium          | 47,693   |
| 7                 | 29 ottobre   | at Washington Redskins | V 17–13   | 5–0–2  | D.C. Stadium                  | 50,574   |
| 8                 | 5 novembre   | Green Bay Packers      | V 13–10   | 6–0–2  | Memorial Stadium              | 60,238   |
| 9                 | 12 novembre  | at Atlanta Falcons     | V 49–7    | 7–0–2  | Atlanta Stadium               | 58,850   |
| 10                | 19 novembre  | Detroit Lions          | V 41–7    | 8–0–2  | Memorial Stadium              | 60,238   |
| 11                | 26 novembre  | at San Francisco 49ers | V 26–9    | 9–0–2  | Kezar Stadium                 | 44,815   |
| 12                | 3 dicembre   | Dallas Cowboys         | V 23–17   | 10–0–2 | Memorial Stadium              | 60,238   |
| 13                | 10 dicembre  | New Orleans Saints     | V 30–10   | 11–0–2 | Memorial Stadium              | 60,238   |
| 14                | 17 dicembre  | at Los Angeles Rams    | S 10–34   | 11–1–2 | Los Angeles Memorial Coliseum | 77,277   |

## Classifiche
| NFL Coastal         |    |    |   |      |       |       |     |     |     |
|                     | V  | S  | P | %    | CONF  | DIV   | PF  | PS  | STR |
| Los Angeles Rams    | 11 | 1  | 2 | .917 | 4–1–1 | 8–1–1 | 398 | 196 | V8  |
| Baltimore Colts     | 11 | 1  | 2 | .917 | 4–1–1 | 7–1–2 | 394 | 198 | S1  |
| San Francisco 49ers | 7  | 7  | 0 | .500 | 3–3   | 4–6   | 273 | 337 | V2  |
| Atlanta Falcons     | 1  | 12 | 1 | .077 | 0–6   | 1–9   | 175 | 422 | S7  |

Nota: I pareggi non venivano conteggiati ai fini della classifica fino al 1972.

## Premi
- Johnny Unitas:

MVP della NFL